# Golpe de Estado en Sierra Leona de 1968
El Golpe de Estado en Sierra Leona de 1968, también conocido como el Golpe de los Sargentos, ocurrió el 18 de abril de ese año. Fue perpetrado por John Amadu Bangura, contra el Presidente del Consejo Nacional de Reforma (CNR) y Gobernador General Interino de Sierra Leona, Andrew Juxon-Smith, que tomó el poder el año anterior.
Bangura gobernó brevemente como Jefe de Estado antes de entregar el poder a Siaka Stevens, que había ganado democráticamente las elecciones generales de 1967. A pesar del deseo de Bangura de restaurar la democracia manteniendo los resultados electorales, el golpe de Estado abrió el camino para el gobierno autocrático de Stevens, que gobernaría hasta 1985, además de que en 1978 estableció al Congreso de Todo el Pueblo como único partido legal, situación que continuaría hasta 1991.

## Antecedentes
En las elecciones generales del 17 de marzo de 1967, el partido Congreso de Todo el Pueblo, liderado por Siaka Stevens, obtuvo una amplia mayoría de los escaños en el Parlamento, derrotando al gobernante Partido Popular de Sierra Leona (SLPP por sus siglas en inglés). Sin embargo, antes de asumir el cargo de primer ministro, Stevens fue arrestado por el general de brigada David Lansana, quien exigió que también se eligieran representantes tribales, en un golpe de Estado el 21 de marzo. También arrestó al Gobernador General Henry Josiah Lightfoot Boston.
El 23 de marzo el Consejo Nacional de Reforma (CNR) derrocó a Lanzana y estableció a Leslie William Leigh como Gobernador General, quien fue reemplazado por Andrew Juxon-Simth, presidente del CNR, el 28 de marzo. Como consecuencia, el CNR estableció un régimen militar permanente.

## Desarrollo del golpe
Los golpistas eran soldados de bajo rango de las Fuerzas Armadas de la República de Sierra Leona (FARSL) que estaban descontentos con sus bajos salarios y malas condiciones. Formaban parte del Movimiento Revolucionario Anticorrupción (ACRM por sus siglas en inglés), liderado por el brigadier John Amadu Bangura, quien se desempeñó como Jefe del Estado Mayor de la Defensa después del golpe. Bangura se mostró en desacuerdo con el colapso del gobierno después de la serie de golpes de Estado que siguieron a las reñidas elecciones de marzo de 1967.
Los golpistas, incluyendo numerosos sargentos de las FARSL, se formaron primero en la localidad de Darn y luego marcharon sobre la capital Freetown. El ACRM encarceló a altos miembros del CNR y arrestó a todos los oficiales de alto rango del ejército y la policía. Bangura, sirvió brevemente como Gobernador General Encargado del 18 al 22 de abril de 1968. Como resultado del golpe, al menos 12 personas murieron. En su último día en el cargo, entregó el puesto de Primer Ministro a Siaka Stevens después de que su predecesor como Gobernador General, Henry Lightfoot Boston, declarara ganador de las elecciones al Congreso de Todo el Pueblo. Al mismo tiempo, se restableció la Constitución de Sierra Leona, suspendida tras los golpes de Estado en 1967.

## Posterioridad
A pesar de que el objetivo de Bangura al ejecutar el golpe de Estado era restaurar la democracia respetando los resultados electorales, el golpe de Estado despejó el camino para el establecimiento del régimen autocrático de Stevens. Después de que Steven declarara un estado de partido único en 1971, Bangura organizó otro golpe militar, esta vez sin éxito. Bangura fue posteriormente ejecutado por traición.
Su prima Tinga Seisay se convirtió más tarde en una activa opositora del gobierno de Stevens y en una activista a favor de la democracia. Se considera en gran medida como un ejemplo de un golpe que no logró sus objetivos declarados al empoderar a un gobierno autocrático posterior.
Stevens se mantendría como primer ministro hasta 1971, cuando pasó a ser Presidente de Sierra Leona, posición que ocupó hasta 1991. Por otra parte, el Congreso de Todo el Pueblo gobernó como único partido político legal en Sierra Leona a lo largo de 23 años (De 1978 a 1991), tras el referéndum constitucional de 1978, una fraudulenta elección en que el 97% de los votos emitidos apoyaron la instauración de un sistema unipartidista.